# Somerset Trojans
El Somerset Trojans es un equipo de fútbol de Bermudas que juega en la Liga Premier de Bermudas, la liga de fútbol más importante del país.

## Historia
Fue fundado en el año 1960 en la ciudad de Somerset a raíz de la fusión de los equipos West End Rovers y Somerset Colts, ambos de la misma ciudad y es uno de los equipos más ganadores del fútbol de Bermudas, ya que cuenta con 9 títulos de liga y más de 30 títulos de copa local, siendo el máximo ganador de torneos de copa en el país. A pesar de esto, su sección de críquet es más popular e incluso el club de fútbol lleva el mismo nombre.
A nivel internacional han participado en 3 torneos continentales, en donde su mejor participación ha sido en la Copa de Campeones de la Concacaf 1969, en la cual fue eliminado en los cuartos de final por el Deportivo Saprissa de Costa Rica.

## Palmarés
- Liga Premier de Bermudas: 10

1966/67, 1967/68, 1968/69, 1969/70, 1981/82, 1982/83, 1983/84, 1986/87, 1992/93, 2014/15
- Copa FA de Bermudas: 9

1967/68, 1968/69, 1969/70, 1971/72, 1975/76, 1976/77, 1978/79, 1987/88, 1989/90

## Participación en competiciones de la Concacaf
| Temporada | Torneo                           | Ronda            | Club                | Resultado     |
| --------- | -------------------------------- | ---------------- | ------------------- | ------------- |
| 1967      | Copa de Campeones de la Concacaf | 1                | Racing Club Haïtien | 2-3           |
| 1967      | Copa de Campeones de la Concacaf | 1                | Regiment            | 1-2           |
| 1967      | Copa de Campeones de la Concacaf | 1                | Regiment            | 5-1           |
| 1967      | Copa de Campeones de la Concacaf | 1                | CRKSV Jong Colombia | 0-2           |
| 1968      | Copa de Campeones de la Concacaf | 1                | Greek American AA   | 1-2, 2-1, 0-1 |
| 1969      | Copa de Campeones de la Concacaf | 1                | Violette AC         | 1-1, 5-0      |
| 1969      | Copa de Campeones de la Concacaf | Cuartos de final | Deportivo Saprissa  | 0-3, 0-4      |

## Jugadores

### Jugadores destacados
- Randy Horton
- Rudy Minors
- Justin Donawa